# Paul Tanner
Pour les articles homonymes, voir Tanner.
Paul Ora Warren Tanner, né le 15 octobre 1917 à Shunk Hollow (Kentucky) et mort le 5 février 2013 à Carlsbad (Californie) d'une pneumonie, est un musicien américain.
Tromboniste dans l'orchestre de Glenn Miller entre 1938 et 1942, Paul Tanner devient musicien de studio durant les années 1950. Il joue dans l'orchestre du réseau de télévision ABC. Durant 23 ans, il enseigne à l'université de Californie à Los Angeles (UCLA). Avec Bob Whitsell, il met au point le tannerin (ou électro-thérémine), un instrument imitant le son du thérémine. Il en joue dans des bandes son pour le cinéma et la télévision. En 1966, à l'invitation de Brian Wilson, Tanner participe à des séances d'enregistrement avec les Beach Boys. Il joue du tannerin sur plusieurs morceaux du groupe, notamment sur le single Good Vibrations.

## Biographie

### Tromboniste
Paul Tanner naît dans une famille passionnée par la musique. Ses cinq frères pratiquent un instrument. Il étudie le piano durant son enfance et passe au trombone à l'âge de 13 ans,. Durant les années 1930, époque marquée par la Grande Dépression, il accompagne son père et ses frères au sein de l'orchestre familial, qui parcourt les États-Unis. Le jeune tromboniste est remarqué par Glenn Miller alors que l'orchestre familial se produit dans une boîte. Paul Tanner fait partie du big band de Miller de 1938 à 1942 et participe à l'enregistrement de succès comme In the Mood et A String of Pearls. Le musicien s'engage dans l'armée durant la Seconde Guerre mondiale. Miller décède en 1944, à la fin du conflit son orchestre est dirigé par Tex Beneke. Tanner les rejoint avant de devenir musicien de studio durant les années 1950.

### Musicien de studio
Paul Tanner s'installe en Californie et participe à l'enregistrement de bandes son pour le réseau de télévision ABC,. Il joue dans l'orchestre d'ABC, sous la direction de chefs comme Leonard Bernstein et Arturo Toscanini. Tanner s'intéresse à d'autres instruments, comme le thérémine, qu'il découvre durant une session d'enregistrement à laquelle participe Samuel Hoffman (en). Il demande à l'un de ses amis, Bob Whitsell, de fabriquer un instrument imitant le son du thérémine tout en étant plus simple d'emploi,. Baptisé Electro-Theremin (en), ou tannerin, il est contrôlé avec une bague coulissante. L'instrument est utilisé pour la première fois en 1958 sur l'album Music for Heavenly Bodies, enregistré avec André Montero et son orchestre.
Par la suite, Tanner l'utilise dans des publicités et des bandes son pour le cinéma et la télévision. L'instrument permet de créer des effets sonores pour des séries télévisées comme I Love Lucy et Mon martien favori (My Favorite Martian). Il est également utilisé dans les indicatifs musicaux des feuilletons Dark Shadows et Perdus dans l'espace (Lost in Space). Le musicien joue de l'électro-thérémine pour des films de science-fiction comme The Giant Gila Monster (en) et dans des films à suspense, tel La Meurtrière diabolique (Strait-Jacket).
En 1966, Brian Wilson des Beach Boys demande à Tanner de participer à des séances d'enregistrement. Son électro-thérémine apparaît sur le morceau I Just Wasn't Made for These Times (en), qui figure sur l'album Pet Sounds, ainsi que sur le single Good Vibrations. L'année suivante, le groupe fait de nouveau appel à lui sur le titre Wild Honey (en). L'emploi du temps de Tanner ne lui permettant pas d'accompagner les Beach Boys en tournée, ils font appel à Robert Moog qui leur fourni un instrument portable dont joue Mike Love durant les concerts,.
Tanner n'a jamais commercialisé son électro-thérémine. Persuadé que les synthétiseurs, produits entre autres par Moog, le rendraient obsolète, il fait don de l'unique prototype à un hôpital, où il est utilisé dans le domaine de l'audiologie,.

### Autres activités
Paul Tanner obtient en 1958 un bachelor's degree de l'université de Californie à Los Angeles (UCLA) avec mention magna cum laude, puis un master's degree en 1961 et un doctorat en 1975. Il est impliqué dans le programme d'initiation au jazz (jazz education program) d'UCLA, où il enseigne durant 23 ans. Tanner invite fréquemment des musiciens tels Herbie Hancock et Stan Kenton à participer à ses cours. Ceux-ci sont très courus par les étudiants. Lorsqu'il abandonne l'enseignement, le musicien fait don à l'université de sa collection de disques, composée de 10 000 enregistrements de jazz.
Paul Tanner est l'auteur de plusieurs livres consacrés au jazz, dont le manuel A Study of Jazz, utilisé durant ses cours. Il raconte les années passées dans le big band de Glenn Miller dans Sideman: Stories About the Band et Every Night Was New Year's Eve.

## Ouvrages
- Jazz, with Maurice Gerow and David W. Megill (1964, W. C. Brown / 2009, McGraw-Hill;  (ISBN 978-0-07-340137-9))
- Every Night Was New Year's Eve: On the Road With Glenn Miller. With Bill Cox (1992, Cosmo Space Co., Ltd. Tokyo.  (ISBN 4-947544-08-2))